# Superfamille (linguistique)
Pour les articles homonymes, voir Superfamille.

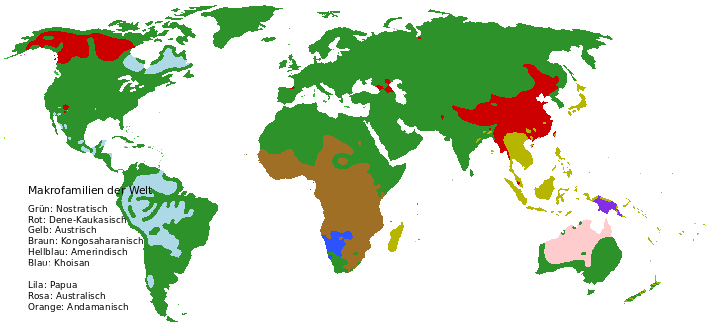
Carte des différentes superfamilles dans le monde.

En linguistique, une superfamille ou macrofamille est une unité phylétique théorique regroupant plusieurs familles de langues déjà établies au moyen des méthodes de la linguistique comparative, et qui auraient une origine commune. Le terme est généralement employé pour désigner des ensembles hypothétiques et/ou controversés parmi les linguistes. Ainsi, les « langues altaïques » associent les langues turques, les langues mongoles et les langues toungouses, et éventuellement le coréen et les langues japoniques.
Autres exemples de superfamilles :
- langues amérindes ;
- langues austriques ;
- langues dené-caucasiennes ;
- langues eurasiatiques ;
- langues nostratiques ;
- langues ouralo-altaïques ;
- langues pénutiennes.